# 高塔姆·阿達尼
高塔姆·尚提拉·阿達尼（1962年6月24日—），印度億萬富翁企業家和慈善家。他是阿達尼集團的創辦人兼董事長，阿達尼集團是位于亞美達巴德的跨国集团，在印度从事港口开发和运营。阿达尼也是阿达尼基金会的主席，该基金会主要由他的妻子普莉提·阿達尼领导。据富比士报道，截至2022年4月5日，他以1120亿美元（8500亿卢比）的净资产超过穆克什·安巴尼成为亞洲淨值排行第一。他加入了伊隆·馬斯克和 傑夫·貝佐斯的1000亿美元俱乐部，去年他的财富增加了490亿美元——超过了馬斯克和貝佐斯的净增加财富。 
截至2022年4月3日，他在富比士亿万富豪排行榜中排名第9。他于1988年创立的阿达尼集团，市值截至4月3日约为1510亿美元，由七家上市公司组成。其业务包含了资源、物流、能源、农业、国防和航空航天等领域。他拥有APSEZ74%的股份、阿達尼企業75%的股份和阿達尼電力74%的股份。然而由於他受到股票操縱和詐欺指控後股價大跌，根據富比士報導於2023年1月底，他的淨資產開始銳減，截止2023年2月27日他的資產僅剩334億美元，世界排名第38，也被穆克什·安巴尼取代成為亞洲凈資產首富，但仍是印度第二富有的人。

## 早期生活
阿达尼在1962年6月24日出生於古吉拉特邦亞美達巴德的耆那教家庭，父母是 Shantilal 和 Shanti Adani。有7个兄弟姐妹，父母是古吉拉特邦北部的塔拉德移民。父亲是小纺织商。阿达尼在Sheth Chimanlal Nagindas Vidyalaya受教。並在古吉拉特邦大學攻读商业学士学位，但在第二年退学。阿达尼热愛经商，對父亲的纺织业無興趣。

## 职业

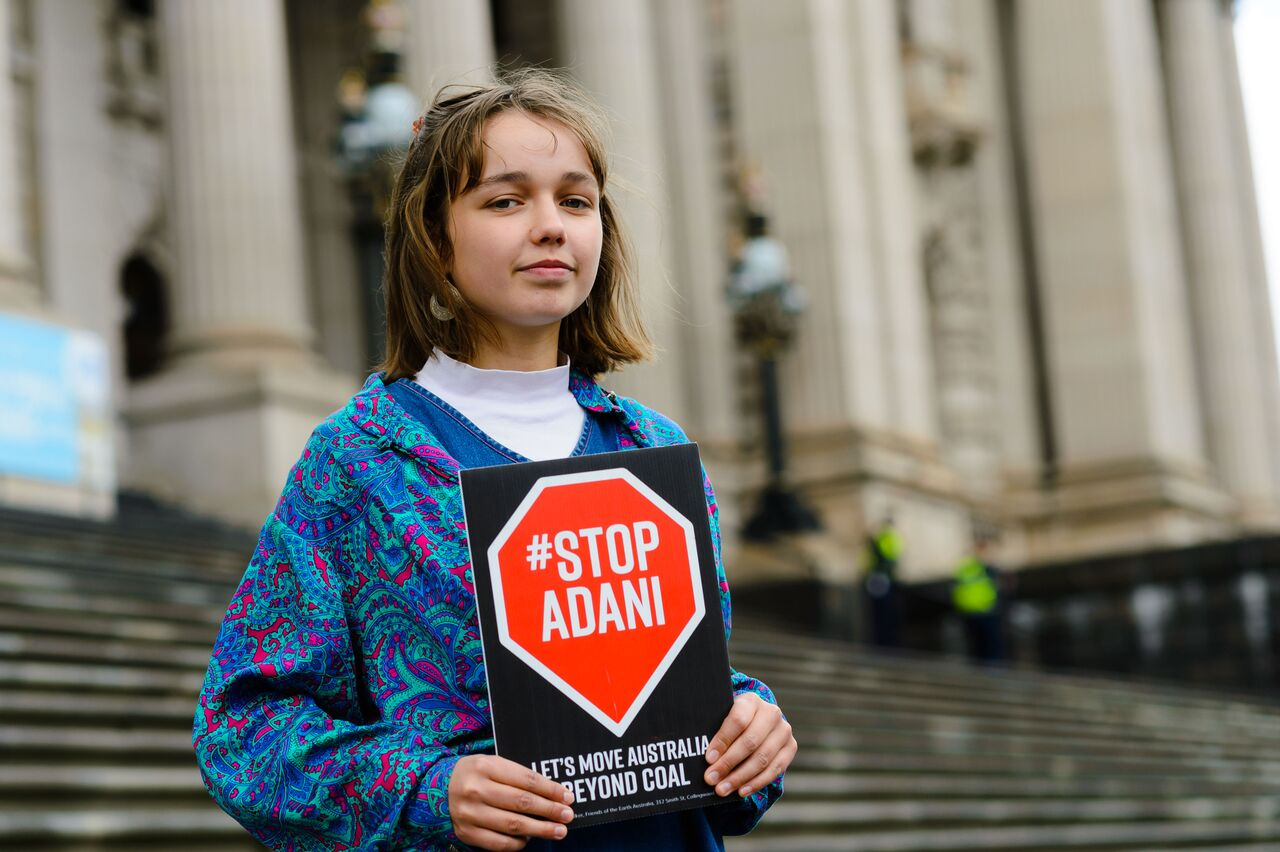
反对阿达尼集团煤矿的抗议者

1978年，十几岁的阿达尼移居孟买，为马亨德拉兄弟公司做钻石分拣员。
1981年，他的哥哥Mahasukhbhai Adani在亞美達巴德买了塑料厂，并邀请他管理业务。這項投資成為阿达尼聚氯乙烯（PVC）全球贸易的门户。
1985年，开始为小型工业进口初级聚合物。
1988年，成立了 Adani Exports，现在是阿达尼企業–阿达尼集團的控股公司。最初经营农业和电力商品。
1991年，印度的經濟自由化对公司有利，並将业务扩展到金属、纺织和农产品。
1994年，古吉拉特邦政府宣布將蒙德拉港的管理交給外包。隔年阿达尼获得了合約。
1995年，建立了第一个码头，由蒙德拉港和经济特区经营，後來转移給APSEZ。至今仍是最大的私营多港口运营商。蒙德拉港是印度最大的私营港口公司，每年处理近 2.1 亿吨货物。
1996年，创立阿達尼電力，其拥有4620千瓩的火力发电厂，是印度最大的私营火力发电商。 
2006年，阿达尼进入发电业务。 2009年至2012年，先后收购澳洲Abbot Point Port和昆士兰卡邁克爾礦場。 
2020年5月，赢得印度太陽能公司（SECI）60亿美元的全球最大太阳能投标。8000千瓩太陽能電廠项目由阿達尼綠能承接；阿達尼太陽能将建立2000千瓩额外的太阳能电池和组件。 
2020年9月，收購孟买国际机场的74%股份，是印度仅次于德里的第二繁忙机场。

## 做空疑云
2022年2月，阿达尼超越穆克什·安巴尼，成为亚洲首富。

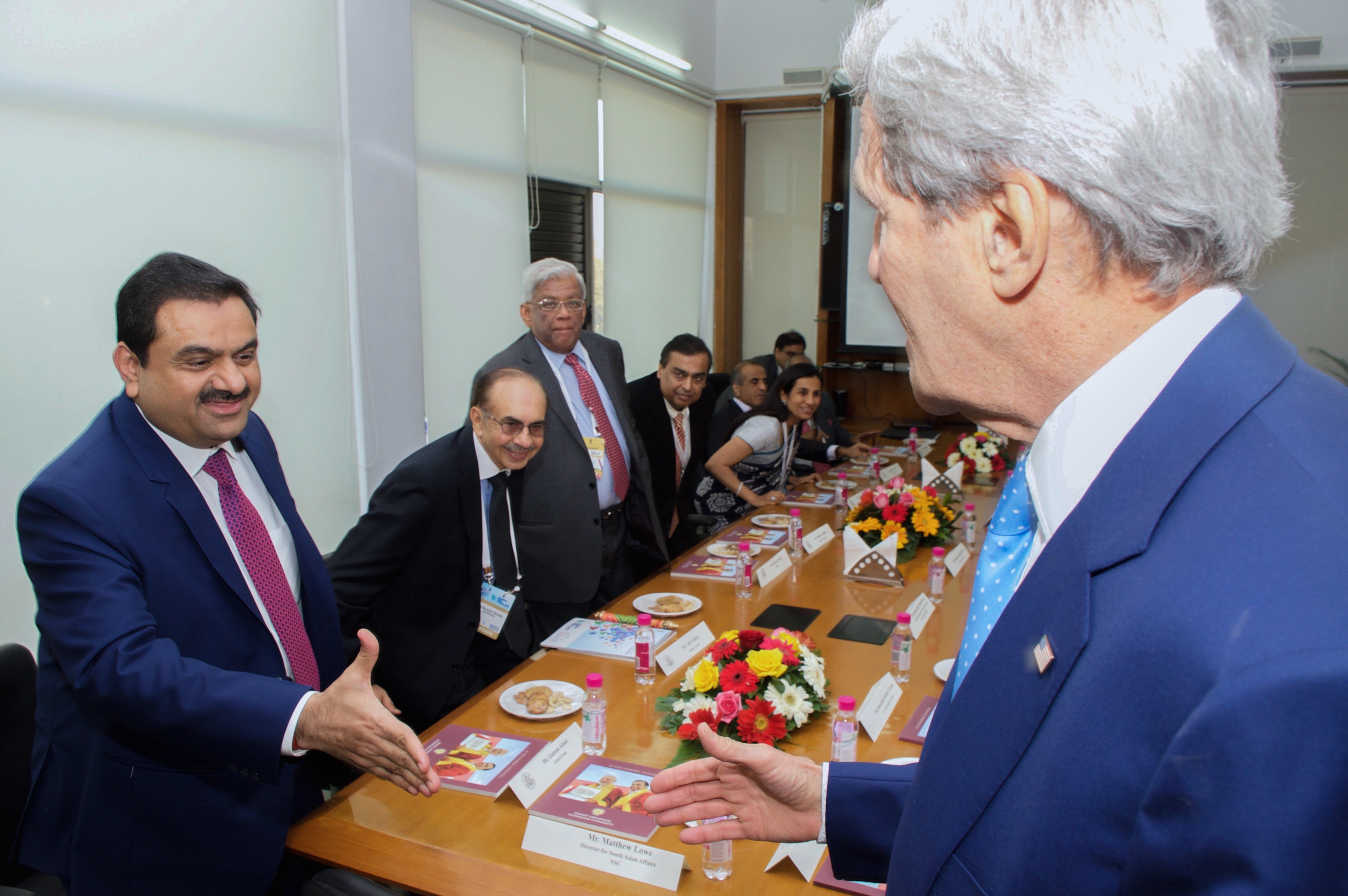
2014年美國国务卿约翰·凱瑞迎接高塔姆·阿达尼

2023年1月25日，美国做空机构兴登堡研究公司（Hindenburg Research）发布一份针对阿达尼集团的报告，称阿达尼集团“在过去几十年里肆无忌惮地进行股票操纵和会计欺诈”，背负了“巨额债务”，使整个集团的财务状况岌岌可危。报告发布后，阿達尼集團否認，阿达尼集团旗下上市公司股价纷纷下跌， 其在全球富豪榜上的排名从第8位连续下降到第15位，失去亚洲首富之地位。
2023年2月3日，印度国会反对党代表要求组成联席委员会，调查印度人民党政府执政期间与阿达尼集团间的不当利益输送行为。为此，阿达尼3日发声，否认其成为亚洲首富是因为与莫迪的关系，称相关指控“毫无根据”。

## 个人生活
阿达尼与普莉提·阿達尼结婚。
在1998年遭绑架索要赎金，但尚未收到錢就被释放。
2008年孟買連環恐怖襲擊時，阿达尼在泰姬瑪哈酒店。

## 慈善事业
阿达尼基金会由阿达尼集团资助，成立于1996年。除古吉拉特邦外，基金会还在马哈拉施特拉邦、拉贾斯坦邦、喜马偕尔邦、中央邦、恰蒂斯加尔邦和奥里萨邦开展业务。
2020年3月，捐款1亿卢比 (155.3万美元)给PM CARES 基金，對抗冠状病毒。向古吉拉特邦CM救济基金捐款0.5亿卢比 (77.65万美元)，向马哈拉施特拉邦CM救济基金捐款0.1亿卢比 (15.53万美元) 。
阿达尼集团从沙特阿拉伯的达曼向古吉拉特邦的蒙德拉进口四个装有80公吨液态医用氧气的ISO低温罐。该集团还从林德获得了5,000个医用级氧气瓶。在Twitter中，阿达尼分享他的团队每天向古吉拉特邦刻赤縣提供1,500个医用氧气瓶。